# 高木村 (千葉県)
高木村（たかぎむら）とは、千葉県東葛飾郡にかつて存在した村である。
現在の千葉県松戸市の東部に位置し、現在の松戸市において八柱駅（新八柱駅）・常盤平駅・五香駅・六実駅を中心とした地区に相当する。
高木村が存在していた当時に乗り入れていて旅客扱いのあった鉄道は総武鉄道（旧・北総鉄道船橋線、現・東武野田線のみで、六実駅が所在していた。隣接する松戸町、馬橋村、小金町にはそれぞれ 国鉄（現JR東日本）常磐線の松戸駅、馬橋駅、北小金駅がある。
下総台地北西部の台地と谷津であるこの地域には江戸時代に中野牧（小金牧の一部）が敷かれ、明治維新後の明治2年（旧暦3月10日）には新政府が窮民を救済するために下総小金原の開墾を行う官達を出した。
開墾計画は行き詰まったもののこの入植地を縫うように鉄道連隊演習線松戸線が施設され、松戸市発足による高木村消滅後に第二次世界大戦を経て新京成線（現在の京成松戸線）となる。武蔵野線（小金線）の建設は更に時代が下って1978年（昭和53年）10月2日である。

## 沿革
- 1889年（明治22年）4月1日 - 町村制施行により、八ヶ崎村・栗ヶ沢村・中和倉村・千駄堀村・金ヶ作村・日暮村・五香六実村が合併し東葛飾郡高木村が発足。
- 1943年（昭和18年）4月1日 - 松戸町・高木村・馬橋村と合併し千葉県で七番目の市として松戸市が発足。高木村は消滅。

## 参考資料
- 松戸市史